# Vicente Guerrero, Tonalá
Vicente Guerrero är en ort i Mexiko.   Den ligger i kommunen Tonalá och delstaten Chiapas, i den sydöstra delen av landet, 700 km sydost om huvudstaden Mexico City. Vicente Guerrero ligger 20 meter över havet och antalet invånare är 682.
Terrängen runt Vicente Guerrero är platt åt sydväst, men åt nordost är den kuperad. Runt Vicente Guerrero är det ganska glesbefolkat, med 50 invånare per kvadratkilometer. Närmaste större samhälle är Tonalá, 9,8 km norr om Vicente Guerrero. Omgivningarna runt Vicente Guerrero är en mosaik av jordbruksmark och naturlig växtlighet.